# Чжуан Сяоянь
Чжуа́н Сяоя́нь (кит. упр. 庄晓岩, пиньинь Zhuāng Xiǎoyán, род. 4 мая 1969 года) — китайская дзюдоистка, олимпийская чемпионка и чемпионка мира.
Чжуан Сяоянь родилась в 1969 году в Шэньяне провинции Ляонин. В 14-летнем возрасте начала заниматься в местной любительской спортшколе. В 1984 году вошла в сборную провинции, в 1986 — в национальную сборную.
В 1990 году Чжуан Сяоянь выиграла Азиатские игры в Пекине, в 1991 — чемпионат мира, а в 1992 году стала чемпионкой Олимпийских игр в Барселоне. В 1995 году завершила спортивную карьеру.